# Infanterie-Regiment „Graf Werder“ (4. Rheinisches) Nr. 30

Leutnants-Epaulette
links bis 1910 (VIII. AK)
rechts ab 1910 (XVI. AK)

Das Infanterie-Regiment „Graf Werder“ (4. Rheinisches) Nr. 30 war ein Infanterieverband der Preußischen Armee.
Durch seine Gründungsgeschichte und Standorte ist das Regiment sowohl mit der Geschichte der Russisch-Deutschen Legion als auch mit der Geschichte der Regionen von Rheinland-Pfalz verbunden.
Innerhalb der preußischen Armee bestand das Regiment von März 1815 bis zur Auflösung im April 1919. Das Regiment wurde neben den Befreiungskriegen und dem Deutsch-Französischen Krieg in weiteren Operationen zum Einsatz gebracht. Während des Ersten Weltkrieges war das Regiment an der Westfront eingesetzt und wurde 1918 weitgehend vernichtet.

## Geschichte

### Anfänge des Regiments als Russisch-Deutsche Legion
Der von Napoleon vertriebene Herzog (später Großherzog) Peter I. Friedrich Ludwig von Oldenburg floh ins russische Exil, als sein Herzogtum von Napoleon widerrechtlich besetzt wurde. Von ihm angeregt und vom Zaren errichtet, entstand schließlich aus deutschen Exilanten und übergelaufenen Kriegsgefangenen die Russisch-Deutsche Legion, ein Truppenteil, der den Freiheitskampf gegen die französische Besatzung in Europa unterstützen sollte. Die Legion stand in russischen Diensten, wurde aber vom verbündeten England bezahlt und ausgerüstet. Als Hauptpropagandist zum Eintritt in die Legion wirkte Ernst Moritz Arndt, der Privatsekretär des in russischen Diensten stehenden Freiherrn vom Stein. Er hielt sich 1812 in Petersburg auf und rief zum patriotischen Freiheitskampf gegen die französische Besatzung in Deutschland auf.
Befehlshaber der Legion war Generalleutnant Ludwig von Wallmoden-Gimborn, als Brigadiere dienten Oberst von Arentsschildt und Generalmajor Wilhelm von Dörnberg sowie als Chef des Generalquartiermeisterstabes Oberstleutnant Carl von Clausewitz.
Das 1. und 2. Bataillon der Legion wurden 1812 in Reval errichtet, wobei das 1. Bataillon fast ausschließlich aus Preußen und einigen Holländern bestand. Das 2. Bataillon wurde aus Preußen, Bayern und Holländern gebildet. Das 7. Bataillon der Legion wurde erst im Juli und Oktober 1813 aus Deserteuren gebildet und nahm aber auch einige Coburger, Sachsen und Westfalen auf.
Chef des 1. Bataillons der Russisch-Deutschen Legion war Major Ferdinand von Natzmer, Schwiegersohn des Generals von Arentschild, der als Oberst die Legion führte. Als 33-Jähriger übernahm Natzmer diesen Posten im August 1812 in Reval als Capitain, nachdem er vorher 21 Jahre in preußischen, braunschweigischen und hessischen Diensten gestanden hatte. Im September war das Bataillon vollzählig. Es bestand fast nur aus Preußen und „war von allen das am Gleichmäßigsten zusammengesetzte und am Festesten gefügte“. Im August 1813 übernahm er als Kommandeur die 1. Infanterie-Brigade der Legion, die durch die Bataillone unseres späteren Regiments gebildet wurde. Man könnte ihn daher auch als den ersten Regimentskommandeur bezeichnen.
Nach der Umbenennung in Deutsche Legion am 2. Juni 1814 wurde die Legion schließlich am 26. Februar 1815 in preußische Dienste übernommen.

### 1815 bis 1870
Mit der Übernahme in die Preußische Armee führte der Verband ab 25. März 1815 die Bezeichnung 30. Infanterie-Regiment. Es formierte sich aus dem I. und II. Bataillon sowie dem zugehörigen Füsilierbataillon aus dem 7. Bataillon der Deutsch-Russischen Legion.
Nach der Umwandlung wurde am 31. März 1815 der Major Wilhelm von Ditfurth erster Regimentskommandeur. Das Regiment war noch auf dem Marsch aus seinen bisherigen Unterkünften auf dem rechten Rheinufer zwischen Königswinter und Düsseldorf unterwegs nach Diekirch. Als Ditfurth am 9. Mai in Diekirch mit seinem Regiment zusammentreffen sollte, schrieb er an seine Frau: „Alles gratuliert mir zu dem Regiment, es soll sehr schön sein; ganz in englischen Montierungen gekleidet und 2200 Mann stark, außerdem eine vortreffliche Musik haben.“ Am 16. Mai bestätigte er die allgemein gute Verfassung des Regiments und fügte hinzu: „Es ist gewiss eines der schönsten Regimenter der Armee, aber sehr in Unordnung, deshalb habe ich alle Hände voll zu tun. Die Stabsoffiziere sind fast alle neu mit mir zum Regiment gekommen, es sind die Majors von Sprenger, von Beaufort und von Schaper. Diese drei sind sehr artige Leute […] auch die übrigen Offiziere sind zum Teil recht artige Leute.“ Von der ehemaligen Legion befanden sich nur noch 400 Mann beim Regiment, darunter sieben Kompaniechefs, elf Premierleutnants und 32 Sekondeleutnants. Die übrigen Soldaten kamen von Ersatzbataillonen, vor allem Pommern, Märker, Magdeburger und Halberstädter. Am 21. Mai schreibt er voll zufrieden: „Ich habe mehrere Kompagnien, die ich auf der Stelle, so wie sie sind, zur Garde eintreten lassen könnte.“
Nach Napoleons Rückkehr von Elba marschierte das Regiment mit drei Bataillonen mit den preußischen Truppen unter Generalfeldmarschall Gebhard Leberecht von Blücher in der 9. Infanterie-Brigade (III. Armee-Korps) gegen Frankreich. In der Schlacht bei Ligny konnte es sich gegen mehrere Kavallerieattacken und gleichzeitige Infanterieangriffe im Karrée behaupten. Das Regiment verlor dabei sieben gefallene, elf verwundete und drei gefangene Offiziere sowie 489 Unteroffiziere und Mannschaften. Ditfurth erhielt den Orden Pour le Mérite.
Nach dem Einmarsch in Paris ging es weiter über Orléans nach Angers. Das Regiment war zu dem Zeitpunkt der am tiefsten in Frankreich eingedrungene Truppenteil. Am 21. September kam der Rückzugsbefehl und am 3. Oktober wurde in Paris Parade vor dem König abgehalten. Danach verlegte das Regiment über Berlin in die Garnison nach Danzig.
Zu den bis 1870 wechselnden Standorten siehe den Abschnitt Garnisonen.
1850 kamen die Unteroffiziere und Mannschaften des aufgelösten Hohenzollerischen leichten Infanterie-Bataillons (Bataillon der Fürstentümer Hohenzollern, bis dahin 11. Bataillon der Reservedivision der Armee des Deutschen Bundes) zum Regiment.

### 1870 und 1871
Ab 18. Juli 1870 kommandierte der spätere General der Infanterie Oskar von Nachtigal als Oberstleutnant das Regiment. Die Verhältnisse beim Regiment waren nicht einfach. Nur teilweise war es in Kasernen untergebracht, die meisten Kompanien lagen in Festungswerken. Die Unterbringungsräume waren alle knapp. Aus dem Ersatzbezirk des Regiments, von der Saar, der Mosel und aus dem Birkenfeldschen waren bei der Mobilmachung die Wehrpflichtigen zum Regiment geeilt. Viele mussten jedoch wieder heim geschickt werden, da die Kopfzahlen die etatmäßigen Sollzahlen weit überschritten.
Das Regiment wurde zunächst als Besatzungstruppe der Festung Mainz eingesetzt und führte vorrangig Armierungsarbeiten durch. Mainz war der Sitz des Großen Hauptquartiers, König Wilhelm besuchte daher auch öfter das Offizierskasino des Regiments.
Nach den Siegen bei Weißenburg und Wörth, als die Gefahr einer französischen Invasion vorläufig gebannt schien, wurde das Regiment sofort in Richtung Straßburg in Marsch gesetzt. Da die Bahnlinie durch die 3. Armee komplett in Anspruch genommen war, wurde kurz entschlossen der Wasserweg nach Mannheim gewählt. Weiter ging es in großer Hitze zu Fuß Richtung Hagenau und weiter nach Straßburg. Bei der Einschließung und Belagerung von Straßburg erwarb sich das Regiment dank der umsichtigen Führung Nachtigalls bald den Ruf, eine Elitetruppe des Belagerungs- und später des XIV. Armee-Korps zu sein.
Nach Straßburg folgte nun der Feldzug des Werderschen Korps, welches zum neuen XIV. Armee-Korps zusammengefasst wurde. Nachtigall kommandierte bald nicht nur sein Regiment, sondern auch noch einige Batterien oder Eskadronen. Seine Truppen brachten auch den stockenden Angriff bei Rambersvillers wieder in Schwung. Die preußischen Truppen hatten am 9. Oktober Raon l´Etape erreicht und von dort aus die Musketierbataillone des Regiments nebst einer Eskadron Husaren zur Aufklärung des Mortagne-Thales nach St. Benoit entsandt. Die auf Rambersvillers zurückgehenden französischen Truppen wurden von der 7. Kompanie unter lebhaftem Feuer aus dem Kirchhof vertrieben. Die 5. und 8. Kompanie überstiegen nach heftigem Feuergefecht die Straßensperren an den Eingängen des Dorfes. Im Dorf selbst leistete der Feind jedoch so hartnäckigen Widerstand, dass der Angriff an Schwung verlor. Doch am nächsten Morgen konnte das Dorf komplett besetzt werden, wobei Major Berckefeldt schwer verwundet wurde. Die Deutschen büßten 30 Mann ein, die Franzosen verloren 60 Mann.
Als die Preußen mit ihrer Spitze über Deyvillers hinaus gelangt waren, zeigten sich französische Truppen in Bruyères. Das I. Bataillon drängte jedoch die am Waldrand südlich der Straße Widerstand leistenden Francs-tireurs auf Epinal zurück. Nach der Einnahme von Epinal konnten sich die deutschen Streitkräfte des XIV. Armee-Korps wieder vereinigen. Beim weiteren Marsch in Richtung Besançon zu, kam es dann am Ognon am 22. Oktober an einer französischen Stellung bei Châtillon-le-Duc zu einem recht hartnäckigen Kampf. An diesem nahmen die badischen Regimenter Nr. 3 und 4 sowie das preußische Regiment Nr. 30 teil. Dieses besetzte hier den Übergangspunkt bei Bussiéres. Das II. Bataillon wurde weiter östlich auf Chatillon gesandt. Hier überquerte es einen sich lang hinziehenden Wiesengrund und drang trotz heftigen Feuers der feindlichen Infanterie und Artillerie nach Erreichen des Höhenfußes allmählich gegen das Bois de Chailloz vor. Das I. Bataillon der 30er und drei Kompanien des 3. badischen Regiments gingen über Geneuille gegen das feindlich besetzte Bois de Bauvereille vor. Die feindlichen Truppen mussten sich zurückziehen. Nachdem sämtliche Übergänge über den Ognon genommen waren und die Franzosen auf das Gebiet der Festung Besançon zurückgeworfen waren, wurde das Gefecht mit einem Verlust von 120 Mann beendet. Die Franzosen verloren 150 Mann und 200 Gefangene. Nach dem Gefecht am Ognon suchte General von Werder den Kommandeur Nachtigall persönlich auf, um ihm seinen Dank für die Tapferkeit des Regiments auszusprechen.
Am 5. November stießen zwei von Gray gegen Dole entsandte Füsilierkompanien, die 6. und 10. Kompanie des Regiments, südlich von Le Tremblois auf ansehnliche Kräfte des Gegners. Nachdem die 6. Kompanie den von Germigney vorbrechenden, etwa 300 Mann starken Feind zurückgeworfen hatte, zog sich die ganze Abteilung nordwärts der Höhe von Esmoulins zusammen, um dem von Apremont her drohenden Angriff entgegenzutreten. Ein solcher erfolgte indessen nicht, der Gegner zog sich wieder zurück.
Am 9. Januar 1871 führte Nachtigall das Regiment in das Gefecht bei Villersexel. Die Franzosen bedrohen den rechten Flügel der vorrückenden 4. Reservedivision. Doch kam hier die verstärkte Brigade von der Goltz den Verteidigern des Dorfes Momay auch mit ihren Geschützen zu Hilfe. Die 9. Kompanie wurde daher nach Villersexel gesandt, um die 4. Reservedivision abzulösen. So konnte durch das Infanterie-Regiment Nr. 25 und eine badische Brigade das Dorf gegen den folgenden Ansturm gehalten werden, obwohl die Angreifer kurzzeitig in das Dorf eindringen konnten.
Vom 15. bis 17. Januar hielt das Regiment gegen überlegene und immer wieder vorstürmende Gegner bei Chavanne in der dreitägigen Schlacht an der Lisaine die Stellung.
Es folgte nun noch die äußerst anstrengende Verfolgung der Ostarmee unter Bourbaki durch den hohen Jura bis an die Schweizer Grenze.
Am Tage des Einzuges der Truppen in Berlin, am 16. Juni 1871, ernannte der König den General von Werder zum Regimentschef.

### 1871 bis 1914

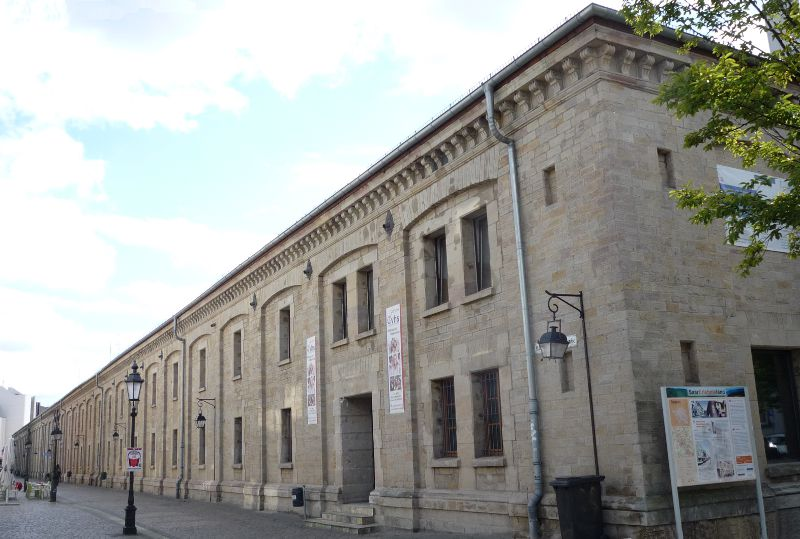
Kaserne VI in Saarlouis

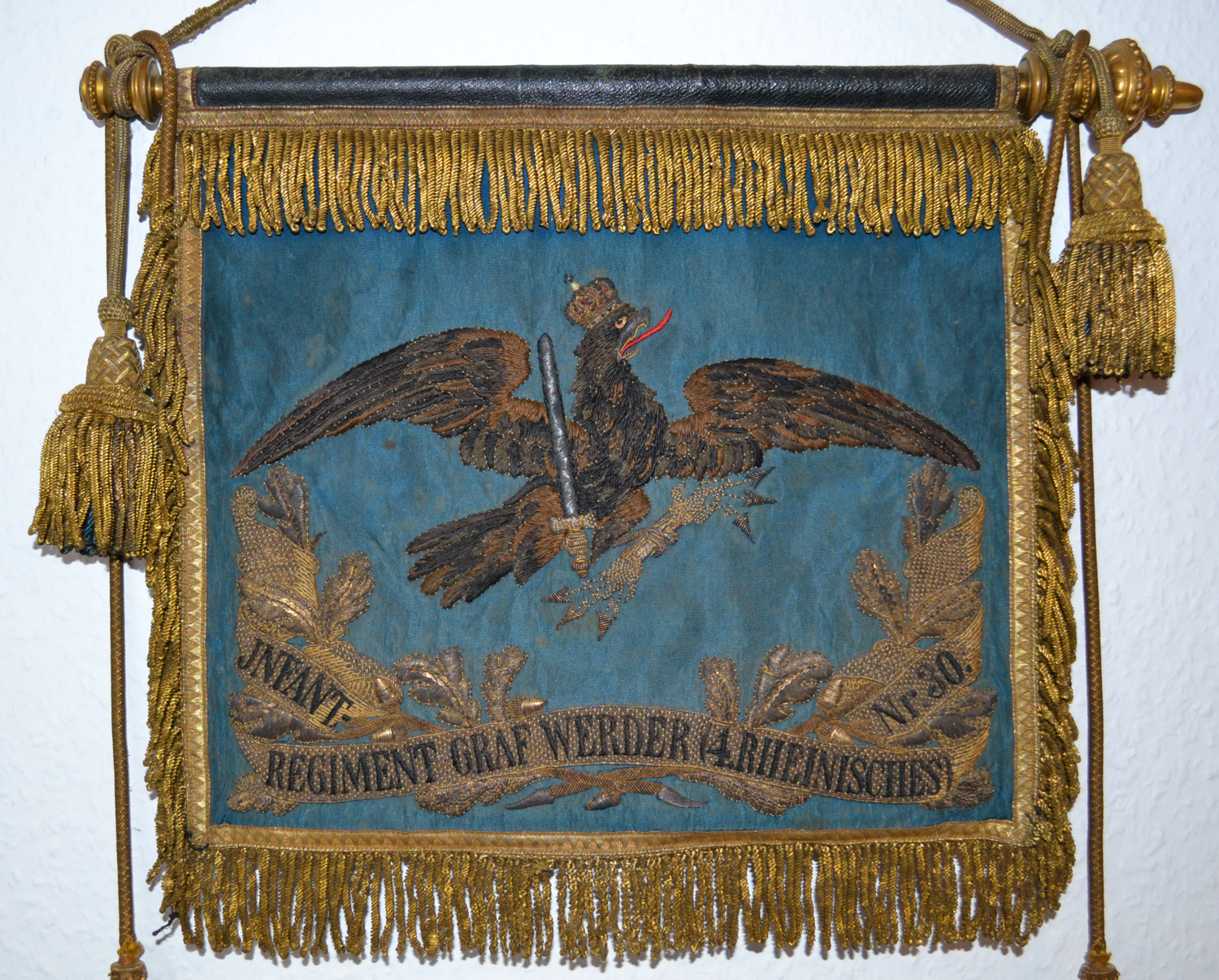
Vorderseite der Schellenbaumfahne der Regimentsmusik des IR 30

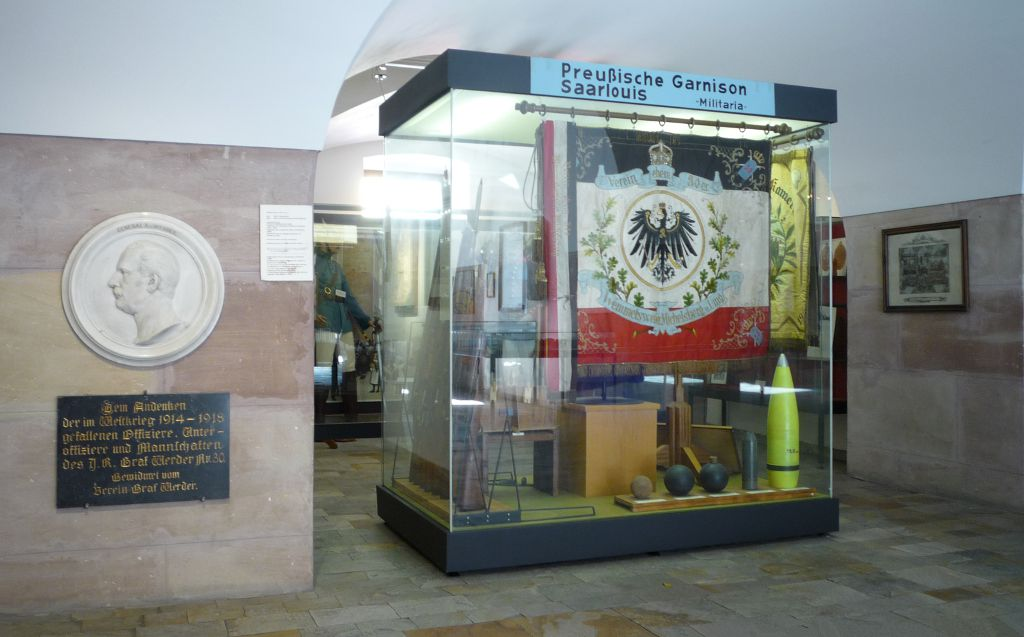
Ausstellung zur Geschichte der Garnisons im Städt. Museum Saarlouis

Am 28. März 1871 traf das Regiment in seiner neuen Garnison Diedenhofen ein. Das Regiment blieb zunächst noch in Kriegsformation, erst am 10. Juni wurde es demobilisiert. Da es unmöglich war, das ganze Regiment dort vereinigt unterzubringen, wurde das Füsilier-Bataillon im Herbst nach Trier verlegt.
Am 3. April 1876 verlegte das Regiment nach Saarlouis und bezog Unterkunft in der Kaserne VI (die Kaserne existiert heute noch in der Innenstadt und beherbergt die Polizei, das Stadtmuseum sowie die Stadtbücherei). Die „30er“ wurden ein fester Bestandteil des täglichen Lebens in Saarlouis.
1889 erhielt das Regiment nach dem Tode seines ehemaligen Chefs dessen Namen „Graf Werder“.
Im Zuge der Heeresvergrößerung mussten einige Kompanien zu neuen Regimentsgründungen abgegeben werden:
- am 1. April 1881 die 8. Kompanie zum 1. Lothringischen Infanterie-Regiment Nr. 130
- am 1. April 1887 die 6. Kompanie zum 5. Rheinischen Infanterie-Regiment Nr. 65
- am 1. Oktober 1890 die 9. Kompanie zum Königs-Infanterie-Regiment (6. Lothringisches) Nr. 145

Die abgegebenen Kompanien wurden im Regiment wieder aufgestellt.

### Garnisonen
Bereits 1817 verlegte das Regiment von Danzig nach Koblenz und Jülich. 1820 wurde es nach Trier verlegt, 1851 wieder nach Koblenz und Köln. Das Füsilierbataillon lag von 1830 bis 1834 in Luxemburg, von 1839 bis 1840 waren dann erstmals 30er Füsiliere auch in Saarlouis stationiert. Doch 1849 wurden auch sie wieder nach Koblenz verlegt. 1860 folgte die Verlegung des Regiments nach Frankfurt. Über die Verlegung nach Kassel im Jahre 1866, kam es dann schließlich nach Mainz, wo es die Festungsbesatzung bei Ausbruch des Deutsch-Französischen Krieges stellte. Ab 1876 war das Regiment in Saarlouis stationiert.

## Einsätze
Bis 1815 als Russisch-Deutsche, bzw. Deutsche Legion gegen Frankreich

### Befreiungskriege
1815 gegen Frankreich im Armee-Korps von Ziethen
16. Juni 1815 Ligny
18. Juni 1815 Wawre
2. Juli 1815 Châtillon und Clamart
4. August 1815 Besetzung von Angers
Gesamtverluste: 86 Gefallene, 226 Verwundete

### Badische Revolution
1849 gegen Baden im I. Armee-Korps von Hirschfeld
Gesamtverluste: 14 Gefallene, 60 Verwundete

### Deutscher Krieg
1866 gegen Österreich und deren deutsche Verbündete in der Main-Armee, Division von Beyer
10. Juli 1866 Hammelburg
24. Juli 1866 Werbach-Hochhausen
25. Juli 1866 Helmstadt
26. Juli 1866 Rossbrunn
Gesamtverluste: 17 Gefallene, 39 Verwundete, 3 Vermisste

### Deutsch-Französischer Krieg

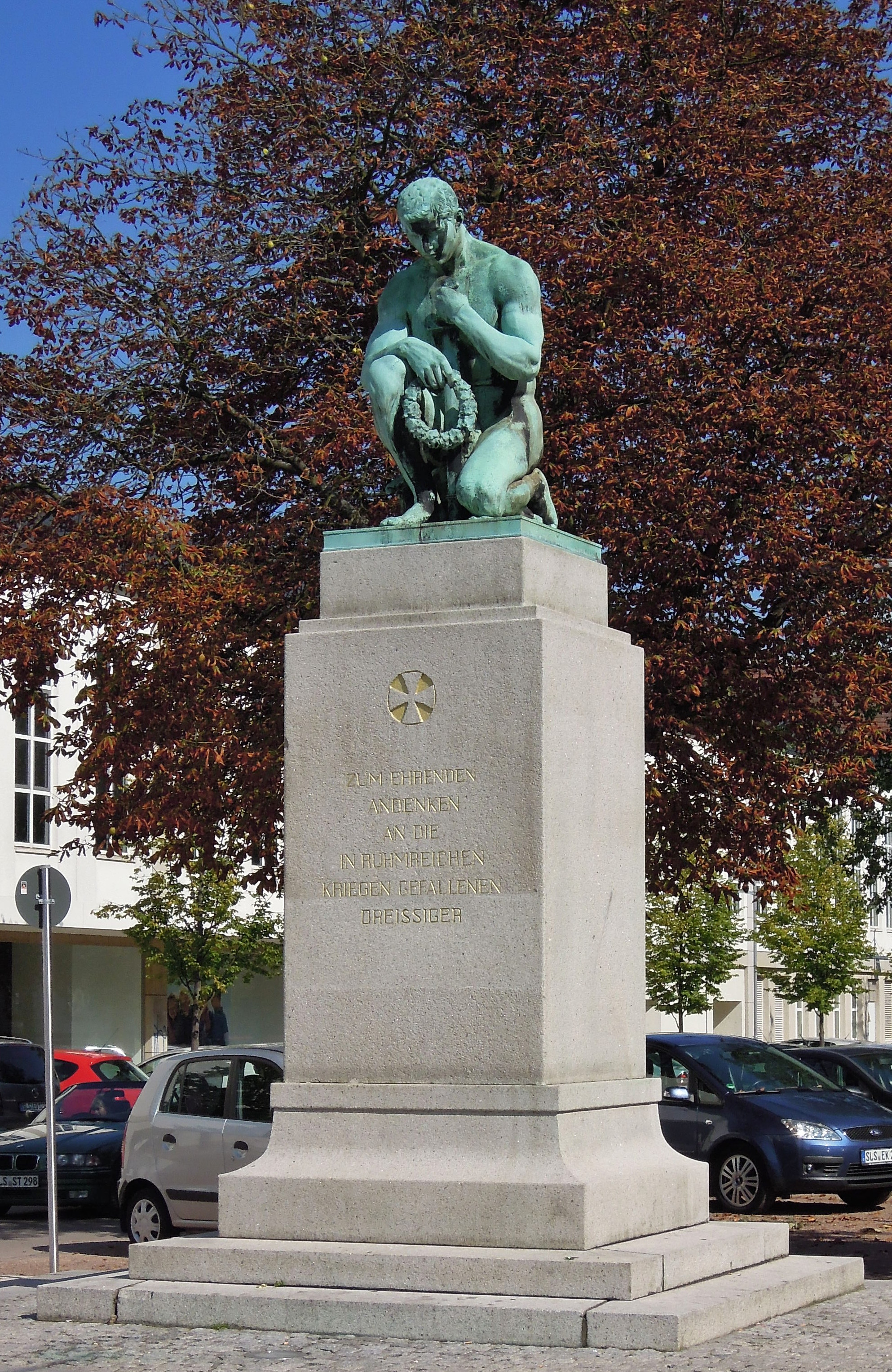
1910 errichtetes Denkmal (Bildhauer Wilhelm Wandschneider)

1870/71 gegen Frankreich in der 1. Reserve-Division, dann XIV. Armee-Korps v. Werder
15. – 28. September 1870 Belagerung von Straßburg
9. Oktober 1870 Rambervillers (2. Bataillon)
12. Oktober 1870 Epinal (1. Bataillon)
22. Oktober 1870 am Ognon
24. Oktober 1870 La Vaivre (Füsilierbataillon)
5. November 1870 Germigney (6. und 10. Kompanie)
9. November 1870 La Marche (Füsilierbataillon)
15. Dezember 1870 Foncegrive (Füsilierbataillon)
16. Dezember 1870 Longeau (12. Kompanie)
18. Dezember 1870 Langres
19. – 26. Dezember 1870 Einschließung von Langres
9. Januar 1871 Villersexel
13. Januar 1871 Chavanne (3. Kompanie, 2. Bataillon und Füsilierbataillon)
15. – 17. Januar 1871 Lisaine
Gesamtverluste: 67 Gefallene, 276 Verwundete, 11 Vermisste, 11 Gefangene.

### Erster Weltkrieg

Die gefallenen Offiziere des ersten Gefechts bei Mercy-le-Haut am 22. August 1914

Mit Ausbruch des Ersten Weltkriegs machte das Regiment am 2. August 1914 mobil. Es marschierte am 7. August 1914 in einer Stärke von 76 Offizieren, sechs Ärzten, drei Zahlmeistern und 3274 Unteroffizieren und Mannschaften als Teil der 86. Infanterie-Brigade der 34. Division aus.
1914 Longwy, Maasübergang, Marneschlacht
1915 in den Argonnen, in der Champagne
1916 in den Argonnen, Verdun, Fossenwald (I. Bataillon fast vernichtet), in den Vogesen
1917/1918 in Lothringen, in den Argonnen, in Flandern, Siegfriedstellung, Hermann-Antwerpen-Maas-Stellung
Am 5. Oktober 1918 wurden das I. und III. Bataillon bei Montbrèhain nahezu vernichtet. Aus den Resten wurde noch eine Kompanie (Gesamtstärke 60 Mann) gebildet. Das II. Bataillon wurde zu zwei Kompanien formiert. Aber bereits am 12. Oktober wurde das I. Bataillon als „Alarm-Bataillon“ zu drei Kompanien à 90 Mann und eine MG-Kompanie aufgefüllt, wenig später das II. und III. Bataillon zu je zwei Kompanien gegliedert.
Gesamtverluste: Nur 106 gefallene Offiziere bekannt.

### Verbleib
Nach Kriegsende wurde das Regiment ab 22. Dezember 1918 in Delitzsch demobilisiert und am 15. April 1919 aufgelöst.
Die Tradition übernahm in der Reichswehr durch Erlass des Chefs der Heeresleitung General der Infanterie Hans von Seeckt vom 24. August 1921 die 12. Kompanie des 12. Infanterie-Regiments in Magdeburg.

## Organisation

### Verbandszugehörigkeit
- 1815: 9. Infanterie-Brigade (Generalmajor Karl August Ferdinand von Borcke), III. Armee-Korps (Generalleutnant Johann Adolf Freiherr von Thielemann),
- 1870: im XIV. Armee-Korps
- 1890: 32. Infanterie-Brigade, 16. Division, VIII. Armee-Korps
- 1910: 86. Infanterie-Brigade, 34. Division, XVI. Armee-Korps

### Gliederung
Ab Aufstellung war das Regiment in zwei (I. und II.) Infanterie-Bataillone und ein Füsilier-Bataillon gegliedert, das am 4. Januar 1889 in ein normales (III.) Bataillon umgewandelt wurde.
Im Zuge der Heeresvermehrung wurde 1894 ein viertes Halb-Bataillon aufgestellt, das am 1. April 1897 zur Aufstellung des Infanterie-Regiments Nr. 161 abgegeben wurde.

### Regimentschef
| Dienstgrad             | Name                    | Datum                                  |
| ---------------------- | ----------------------- | -------------------------------------- |
| General der Infanterie | Ludwig Gustav von Thile | 12. September 1842 bis 24. August 1861 |
| General der Infanterie | August von Werder       | 16. Januar 1871 bis 12. September 1887 |
| General der Infanterie | Otto von Strubberg      | 08. August 1889 bis 9. November 1908   |

### Kommandeure

Offizier-Schulterstück
links: bis 1910 (VIII. AK)
rechts: ab 1910 (XVI. AK)

| Dienstgrad            | Name                                         | Datum                                                        |
| --------------------- | -------------------------------------------- | ------------------------------------------------------------ |
| Oberstleutnant/Oberst | Wilhelm von Ditfurth                         | 31. März 1815 bis 29. März 1830                              |
| Oberstleutnant        | Wilhelm von Zastrow                          | 30. März bis 20. November 1830 (mit der Führung beauftragt)  |
| Oberstleutnant        | Wilhelm von Zastrow                          | 21. November 1830 bis 29. März 1833                          |
| Oberst                | Gottfried von Bockelmann                     | 30. März 1833 bis 29. März 1835                              |
| Oberst                | Heinrich von Sack                            | 30. März 1835 bis 29. März 1837                              |
| Oberst                | Karl von Rudorff                             | 30. März 1837 bis 29. März 1839                              |
| Oberst                | Albrecht von Burski                          | 30. März 1839 bis 6. April 1842                              |
| Oberst                | Karl von Walther                             | 07. April 1842 bis 8. März 1848                              |
| Oberstleutnant        | Woldemar von Trotha                          | 09. März bis 6. Mai 1848 (mit der Führung beauftragt)        |
| Oberstleutnant/Oberst | Woldemar von Trotha                          | 07. Mai 1848 bis 24. September 1849                          |
| Oberst                | Friedrich Wiesner                            | 25. September 1849 bis 21. September 1851                    |
| Oberstleutnant/Oberst | Wilhelm Hencke                               | 22. September 1851 bis 29. November 1855                     |
| Oberst                | Alexander von Vietinghoff genannt von Scheel | 30. November 1855 bis 7. Juli 1858                           |
| Oberst                | Georg Friedrich von Großmann                 | 08. Juli 1858 bis 5. Mai 1862                                |
| Oberst                | Leonhard von Selchow                         | 06. Mai 1862 bis 19. Juli 1866                               |
| Oberstleutnant/Oberst | Hermann von Koblisnki                        | 20. Juli 1866 bis 17. Juli 1870                              |
| Oberstleutnant/Oberst | Oskar von Nachtigal                          | 18. Juli 1870 bis 25. Januar 1875                            |
| Oberst                | Albert Einecke                               | 26. Januar 1875 bis 8. Juli 1878                             |
| Oberst                | Wilhelm von Schon                            | 09. Juli 1878 bis 1. März 1880                               |
| Oberstleutnant/Oberst | Wilhelm von Tschischwitz                     | 02. März 1880 bis 11. März 1881 (mit der Führung beauftragt) |
| Oberst                | Wilhelm von Tschischwitz                     | 12. März 1881 bis 14. Mai 1883                               |
| Oberst                | Felix Streccius                              | 15. Mai 1883 bis 21. März 1887                               |
| Oberst                | Friedrich Bothe                              | 22. März 1888 bis 19. September 1890                         |
| Oberst                | Theodor Gissot                               | 20. September 1890 bis 20. April 1894                        |
| Oberst                | August Dühring                               | 21. April 1894 bis 16. Juni 1897                             |
| Oberst                | Gustav von Dreising                          | 17. Juni 1897 bis 17. Mai 1901                               |
| Oberst                | Emil Bußler                                  | 18. Mai bis 7. September 1901                                |
| Oberstleutnant/Oberst | Otto Griepenkerl                             | 08. September 1901 bis 9. April 1906                         |
| Oberst                | Otto von Sydow                               | 10. April 1906 bis 17. Mai 1907                              |
| Oberst                | Albert von Freyhold                          | 18. Mai 1907 bis 18. August 1909                             |
| Oberst                | Heinrich Schmidt von Knobelsdorf             | 19. August 1909 bis 26. Januar 1913                          |
| Oberst                | Theodor Teetzmann                            | 27. Januar 1913 bis 29. September 1914                       |
| Oberstleutnant        | Franz Lindemann                              | 30. September bis 25. November 1914                          |
| Oberstleutnant        | Franz Andrè                                  | 26. November 1914 bis 25. Dezember 1916                      |
| Oberstleutnant        | Josef Barth                                  | 26. Dezember 1916 bis 14. Februar 1919                       |
| Oberst                | Paul Krause                                  | 15. Februar bis 15. April 1919                               |

## Uniform
1815 hatte die Uniform krapprote Kragen und Aufschläge sowie hellblaue Achselklappen. 1842 war der Waffenrock dunkelblau mit einer Reihe gelber Knöpfe, blauem Kragen mit roten Patten, roten Brandenburger Aufschlägen mit roten Patten und hellblaue Achselklappen mit Nr. „30“. 1914 hatte der dunkelblaue Waffenrock einen roten Kragen mit dunkelblauem Vorstoß, rote Patten mit gelbem Vorstoß und gelbe Achselklappen mit Nr. „30“.

## Fahnen
Die ersten Fahnen wurden am 9. Mai 1816 in Danzig dem I. und II. Bataillon sowie in Thorn dem Füsilierbataillon übergeben. Auf schwarzem Tuch mit spitzen weißen Keilen nach den vier Ecken war in der Mitte ein orange Medaillon mit bewehrtem und gekrönten schwarzen preußischen Adler und hellblauem Devisenband (auch Vaterlandsbandeau genannt) mit goldener Schrift „Pro Gloria et Patria“, umgeben von einem goldenen Lorbeer. An den vier Seiten eine goldene flammende Granate, in den vier Ecken von goldenem Lorbeer umgeben der goldene gekrönte Namenszug „FWR“.
Das IV. Halb-Bataillon erhielt am 27. Oktober 1894 in Saarlouis seine Fahne aus hellblauem Tuch, sonst wie oben beschrieben. Diese Fahne verblieb beim Regiment, als das Halb-Bataillon 1897 abgegeben wurde. 1914 wurde sie an das Reserve-Infanterie-Regiment Nr. 30 übergeben. Sie ist die einzige erhaltene Fahne des Regiments und hängt jetzt im Stauffenbergsaal der Offizierschule des Heeres in Dresden.
Am 11. September 1905 erhielt das I. Bataillon bei der Kaiserparade des VIII. Armee-Korps eine neue Fahne aus hellblauem Tuch mit schwarz-weiß-schwarzen Keilen nach den vier Ecken. Das Medaillon war nun weiß, sonst unverändert zum bisherigen. An den vier Seiten weiterhin eine goldene flammende Granate, in den vier Ecken von goldenem Lorbeer umgeben auf hellblauem Grund der goldene gekrönte Namenszug „WR“.

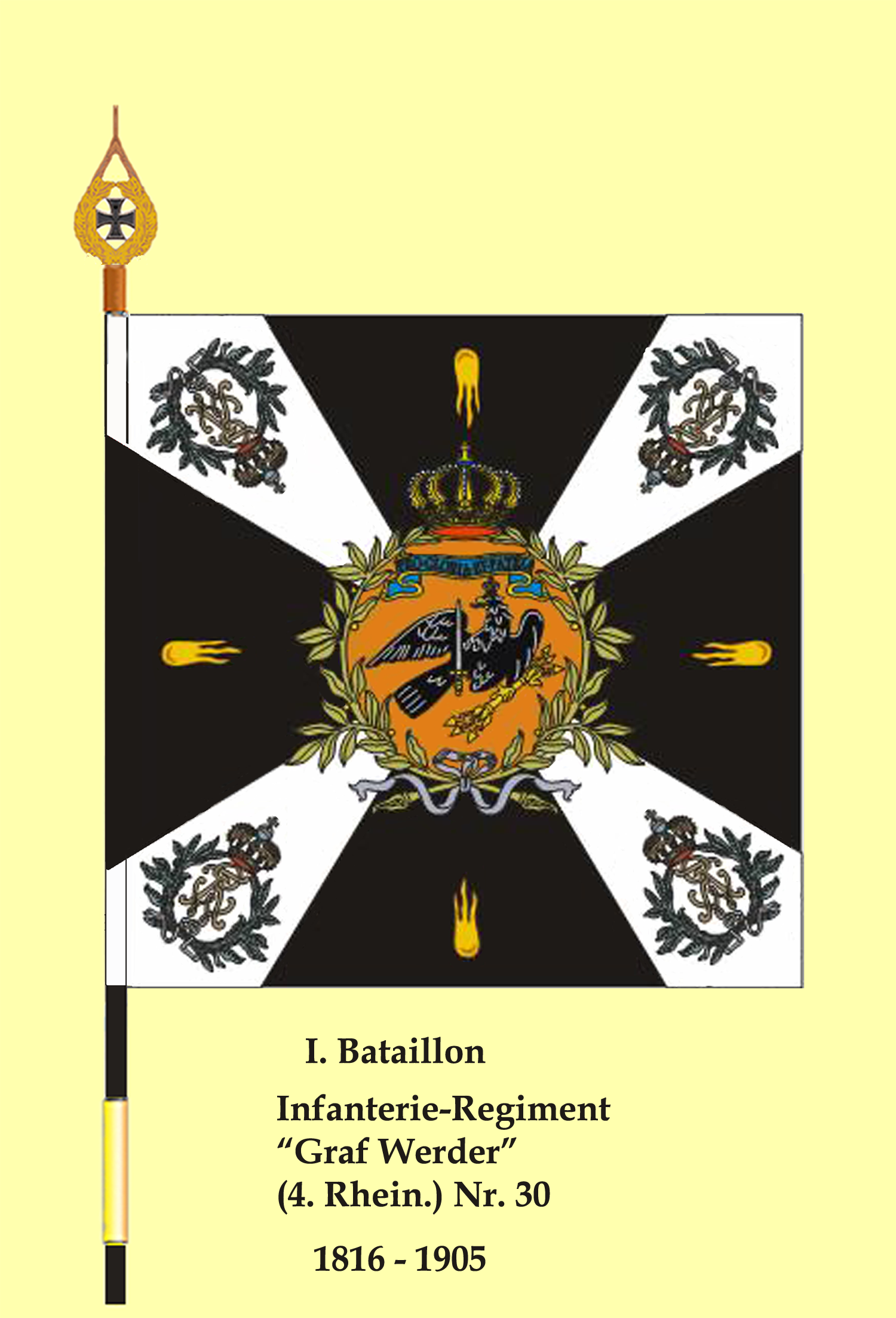
Fahne des I. Bataillons 1816–1905
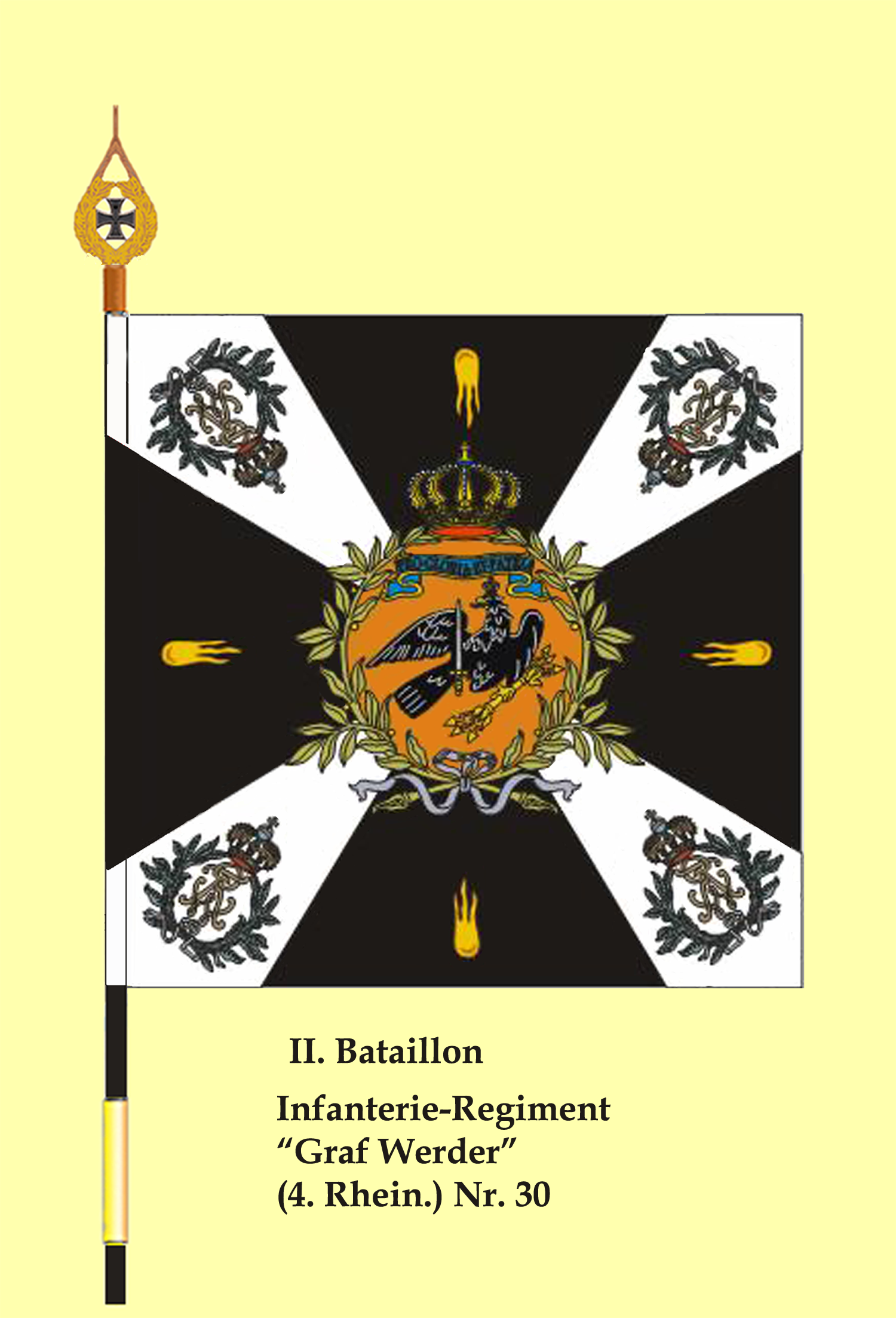
Fahne des II. Bataillons 1816–1918
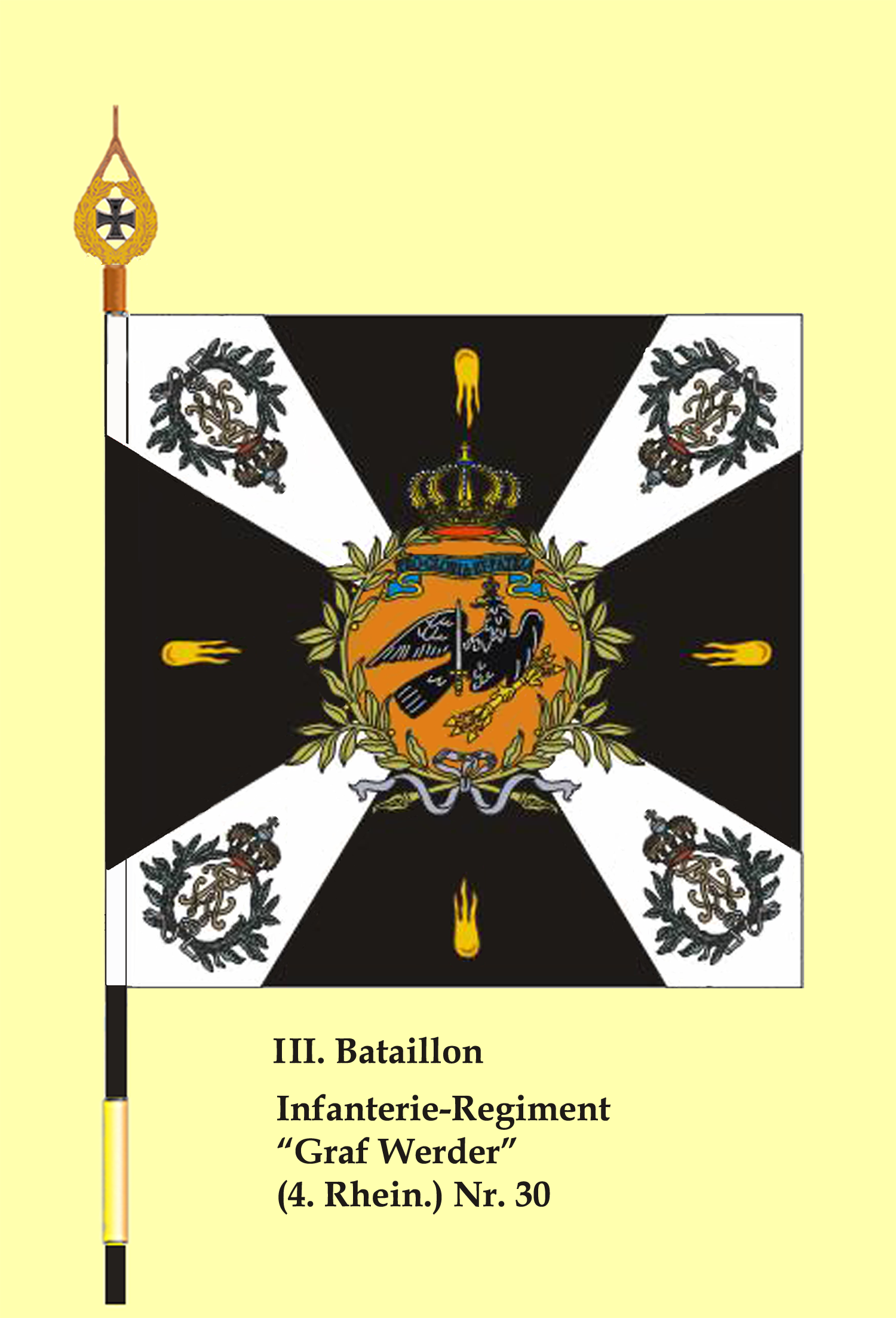
Fahne des III. Bataillons 1816–1918
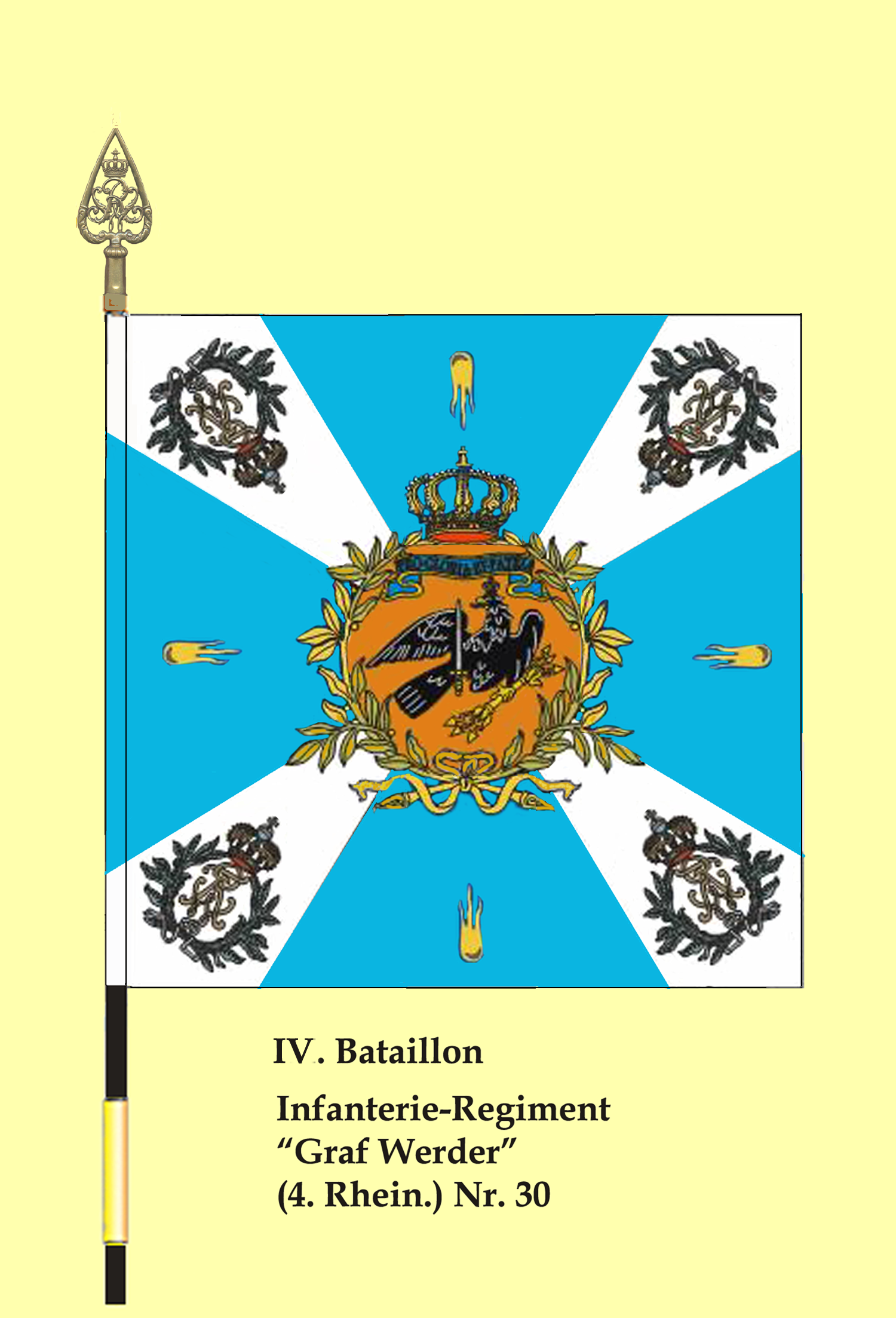
Fahne des IV. Bataillons 1894–1897
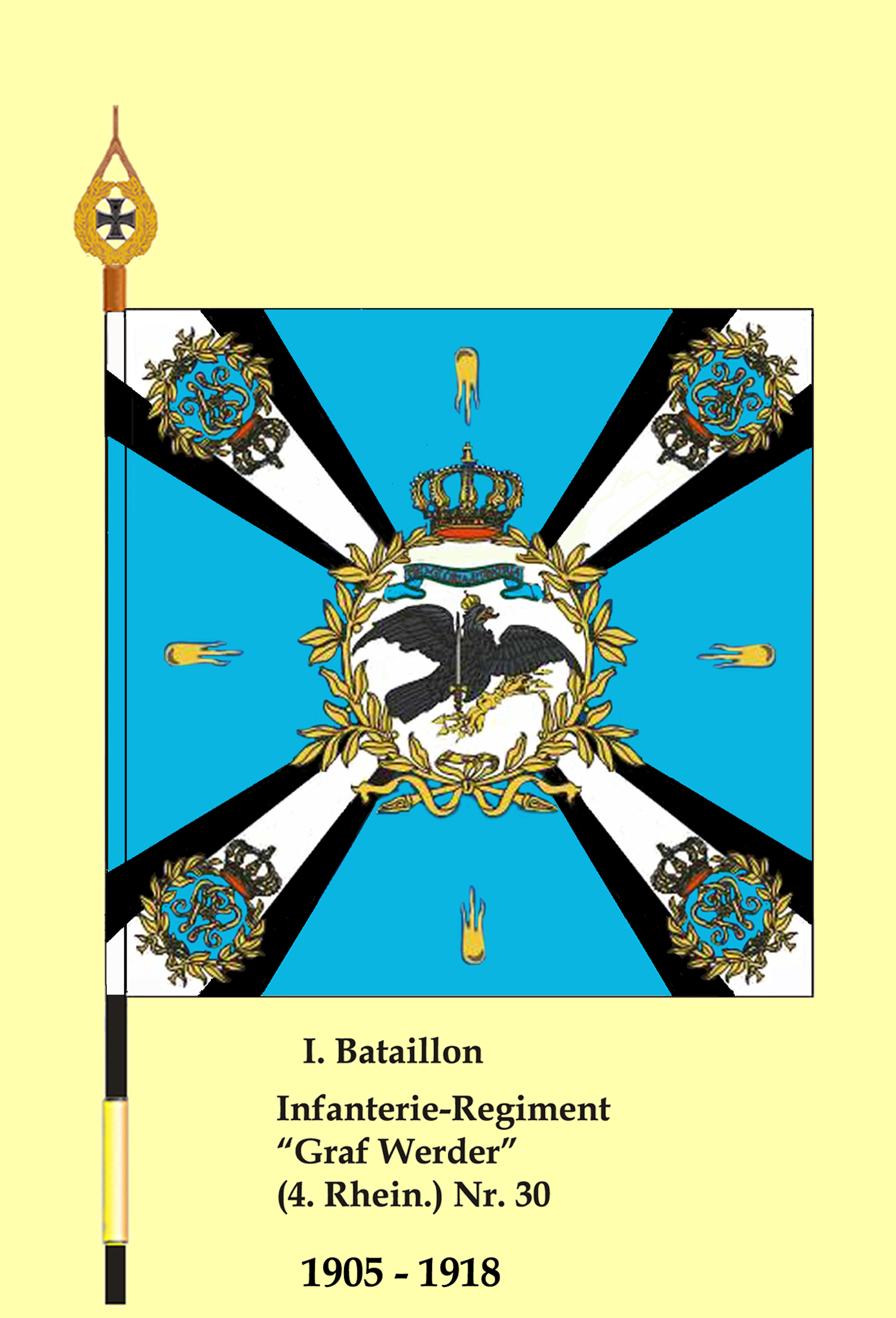
Fahne des I. Bataillons 1905–1918

## Sonstiges
- Heinrich Brüning, der spätere Reichskanzler, war Kriegsfreiwilliger im Regiment (10. Kompanie) und wurde dort am 6. September 1915 Leutnant der Reserve.
- Heinrich Welsch, der spätere Ministerpräsident des Saarlandes, war Kriegsfreiwilliger im Regiment und wurde dort Leutnant der Reserve.
- Hans Windeck, Generalleutnant war als Hauptmann Chef der 10. Kompanie und Führer des I. Bataillons, der letzte Vorsitzende des Traditionsvereins "Graf Werder"
- Wilhelm Adam, Generalmajor der NVA, war Kriegsfreiwilliger im Regiment (5. Kompanie) und wurde dort Leutnant der Reserve.